# Morning Glory (Oasis)
Morning Glory è una canzone della band inglese Oasis, scritta da Noel Gallagher. Pubblicata nel settembre del 1995 come unico singolo per Australia, Nuova Zelanda e le radio degli USA, fu scelta per anticipare l'uscita dell'album (What's the Story) Morning Glory?.
È presente nel greatest hits Stop the Clocks del 2006.

## Video musicale
Il video musicale, diretto dal regista Jake Scott, vede la band esibirsi in un appartamento. Negli istanti iniziali della clip si vede la Balfron Tower, edificio residenziale di 26 piani situato a Londra est. Gli abitanti del palazzo (un uomo con un figlio neonato, un ragazzo, un anziano e una ciclista, un'anziana con l'asciugacapelli, una donna di mezza età in vestaglia, un boss e due guardie del corpo, una coppia indiana, un tossicodipendente, un'altra anziana, una giovane donna e sua madre) protestano vivacemente per l'alto volume con cui la band suona, venendo a bussare alla porta della sala e guardando dallo spioncino. Il video si conclude con tutti i residenti raccolti davanti alla porta della stanza in cui si esibiscono gli Oasis, a bussare e urlare, mentre la band termina l'esecuzione del brano e rimette a posto gli strumenti.

## Genesi del brano
In un'intervista a Talksport dell'agosto 2013 Noel Gallagher ha chiarito l'origine del nome della canzone e dell'album, affermando che "What's the story morning glory? è una frase che mi disse una ragazza americana al telefono".
Noel Gallagher ha raccontato che quando scrisse la canzone era ubriaco. A detta di Noel alcuni versi furono ispirati da una passeggiata con il walkman ("walking to the sound of my favourite tune", "camminando con il suono della mia canzone preferita") e dall'uso di cocaina ("all your dreams are made / when you're chained to the mirror and the razor blade", "tutti i tuoi sogni sono realizzati quando sei incatenato allo specchio e alla lametta del rasoio").
In un'intervista del 2005 Gallagher ha dichiarato che la canzone deriva da un brano di nome Blue, riferimento alla depressione (in inglese anche "blue").
Il verso "Tomorrow never knows what it doesn't know too soon" sembra riferirsi alla canzone dei Beatles Tomorrow Never Knows, ma Gallagher sostiene di essersi completamente dimenticato dell'influenza del pezzo dei Beatles.

## Tracce
1. "Morning Glory" - 5:01
2. "It's Better People" - 3:59
3. "Rockin' Chair" - 4:35
4. "Live Forever" (Live at Glastonbury '95) - 4:39

## Formazione
- Liam Gallagher – voce
- Noel Gallagher – chitarra solista, cori
- Paul "Bonehead" Arthurs – chitarra ritmica
- Paul "Guigsy" McGuigan – basso
- Alan White – batteria, percussioni

### Altri musicisti
- Brian Cannon – tastiere

## Classifiche
| Classifica (1995)         | Posizione massima |
| ------------------------- | ----------------- |
| Australia                 | 25                |
| Nuova Zelanda             | 29                |
| Stati Uniti (alternative) | 24                |

## Utilizzi
Nell'ottobre 2005 un remix di Morning Glory comparve nella colonna sonora del film Goal!.